# レスカじゅん
レスカじゅん（れすかじゅん、1976年9月9日 - ）は、大阪で活動しているタレント。本名、岡崎 順次（おかざき じゅんじ）。大阪府出身。ケーエープロダクション所属。
正統派喋くり漫才コンビ『レモンスカッシュ』として活動する一方、大阪の良さをたっぷり残し大阪発信のこてこてミュージカル『極楽歌劇団』の看板俳優としても活躍。

## 人物・経歴
- 高校時代は、バスケットボール部に所属[1]。
- 追手門学院大学人間学部心理学科 卒業。
- 大学在学中にはバンド活動（ドラム担当）をしていた。
- 2009年に本名の岡崎順次から「レスカじゅん」へ改名[2]。
- 極楽歌劇団（現：劇団Gock-Luck)の俳優として活動[3]。

## 略歴
- 2004年 - 漫才コンビ『レモンスカッシュ』としてデビュー
- 2004年 - 極楽歌劇団に入団（当時は本名の岡崎順次で活動）

## 受賞歴
- 2007年 8月 - 第28回今宮子供えびすマンザイ新人コンクール 福娘大賞受賞[4]
- 2009年10月 - 第10回新人お笑い尼崎大賞 （準グランプリ受賞）
- 2013年10月 - 第2回関西演芸しゃべくり話芸大賞 （準グランプリ受賞）

※いずれも漫才コンビ『レモンスカッシュ』として受賞。

## 主な出演

### 舞台
- 極楽歌劇団・人情活劇ミュージカル「極楽夫婦善哉」
- 極楽歌劇団・人情活劇ミュージカル「道頓堀の怪人」
- 極楽歌劇団・人情活劇ミュージカル「極楽花嫁道中」
- 極楽歌劇団・とんぼり歌劇「天守物語｣
- 極楽歌劇団・極楽どエンタSHOW「蝶子と吉治郎の家｣
- 極楽歌劇団・人情活劇ミュージカル「I ラブ 道頓堀」
- 極楽歌劇団・人情活劇ミュージカル「あゝ極楽子守唄」
- 蝶子と吉治郎の家〜道頓堀の怪人篇〜
- 蝶子と吉治郎のいない家〜貧乏神旅立ち篇〜大阪・東京公演
- 蝶子と吉治郎の家　韓国公演
- 落語の国のプリンス〜与太郎的アホのススメ〜大阪・東京公演
- 煌光〜愛と感動のオンステージ〜
- 打打打団天鼓 新春コンサート「祝祭〜Genero〜」 シアターBRAVA!
- 大阪城天守閣復興80周年記念『浪華の夢〜城を築くぞ！オレたちの〜』
- 劇団Gock-Luck「記者会見!!〜大阪城落城事件〜」
- がけっぷちの人々
- 「新・私は男役（おんな）reーSTART
- STAR☆JACKS「SWORD OF SPIRITS」
- STAR☆JACKS　「おぼろ'14」

### テレビ
- 歴史街道（朝日放送)
- 超時空！ナニワ案内人 (朝日放送）
- 満点!アイ (テレビ大阪)
- ぐっどぴーぽー (テレビ大阪）

### インターネットテレビ
- 頑張って!ご主人様[5]。メインMC